# Ількіно (Белебеївський район)
І́лькіно (рос. Илькино, башк. Илькин) — присілок у складі Белебеївського району Башкортостану, Росія. Входить до складу Анновської сільської ради.
Населення — 417 осіб (2010; 342 в 2002).
Національний склад:
- чуваші — 54 %
- росіяни — 34 %